# Граси, Бруно
Бру́но Меде́йрос Гра́си (порт. Bruno Medeiros Grassi; 5 марта 1987, Тубаран, штат Санта-Катарина) — бразильский футболист, вратарь клуба «Крисиума».

## Биография
Бруно Граси родился в 1987 году на юге Бразилии в Тубаране. В 2004—2006 годах выступал за молодёжную команду «Интернасьонала» из Порту-Алегри. В 2007 году выступал за вторую команду «Интера», периодически привлекался к основной команде, но за профессиональную команду так и не дебютировал. 1 декабря того же года был продан в португальский «Маритиму» из Фуншала. Большую часть 2008 года тренировался с молодёжным составом «Маритиму». На взрослом уровне дебютировал 7 декабря 2008 года. На 19-й минуте игры «Маритиму» — «Бенфика» был удалён основной вратарь хозяев поля Маркос. Сразу же после выхода на поле Бруно пропустил пенальти, реализованный Хосе Антонио Рейесом. До конца встречи «орлы» забили ещё пять мячей, и «Маритиму» проиграл со счётом 0:6. Эта был единственный матч Бруно Граси в чемпионате Португалии. В сезоне 2008/09 Бруно на правах аренды выступал за «Торизенсе» из низшего дивизиона чемпионата Португалии.
В 2010 году вернулся на родину, где стал выступать за полупрофессиональные команды, которые в основном играли только на уровне чемпионатов штатов — «Конкордию» (штат Санта-Катарина), «Ипирангу» (Эрешин), «Сан-Паулу» (Риу-Гранди, штат Риу-Гранди-ду-Сул), «Арарипину» (штат Пернамбуку), «Пасу-Фунду» (штат Риу-Гранди-ду-Сул). В 2012 году был в составе «Можи-Мирина», выступавшего в Серии D Бразилии, но за команду в этом турнире так и не дебютировал. В 2014 году выступал за «Агию ди Мараба» в Серии C Бразилии.
В 2015 году Бруно Граси хорошо проявил себя в Лиге Гаушу в составе «Крузейро» из Порту-Алегри. В четвертьфинале турнира «Крузейро» сумел сыграть вничью 2:2 с «Интернасьоналом», и владевший подавляющим преимуществом «Интер» сумел победить только в серии пенальти. По завершении турнира Бруно Граси получил приглашение от другого гранда бразильского футбола — «Гремио». В команде Бруно стал выполнять роль третьего вратаря, лишь изредка появляясь на поле. 19 октября 2016 года сыграл один матч в розыгрыше Кубка Бразилии в гостях против «Палмейраса» (1:1). Бруно сыграл 67 минут и был заменён из-за травмы. В итоге «трёхцветные» стали победителями турнира. В розыгрыше Кубка Либертадорес 2017, также выигранного «Гремио», Бруно Граси не сыграл ни одного матча, но трижды попадал в заявку на матчи.

## Достижения
- Чемпион штата Риу-Гранди-ду-Сул (1): 2018
- Чемпион Кубка Бразилии (1): 2016
- Обладатель Кубка Либертадорес (1): 2017 (не играл)